# Крепен (Аверон)
Крепен (фр. Crespin) насеље је и општина у јужној Француској у региону Миди Пирене, у департману Аверон која припада префектури Родез.
По подацима из 2011. године у општини је живело 269 становника, а густина насељености је износила 14,66 становника/km². Општина се простире на површини од 18,35 km². Налази се на средњој надморској висини од 450 метара (максималној 521 m, а минималној 237 m).

## Демографија
| 1962. | 1968. | 1975. | 1982. | 1990. | 1999. | 2011. |
| ----- | ----- | ----- | ----- | ----- | ----- | ----- |
| 328   | 407   | 375   | 328   | 298   | 273   | 269   |

График промене броја становника у току последњих година